# Tell Me Why (jogo eletrônico)
Tell Me Why é um jogo eletrônico episódico de aventura feito pela desenvolvedora francesa Dontnod Entertainment e distribuído pela Xbox Game Studios. O jogo está previsto para lançamento no formato de três episódios que serão publicados em 2020 Exclusivamente para Xbox One e Windows 10.
O jogo é centrado nos gêmeos Alyson e Tyler que viajam para sua casa no Alasca onde viveram suas infâncias e devem aceitar os acontecimentos do passado, e principalmente Tyler, que fez uma transição para o sexo masculino desde então. A história envolve como a situação da infância influenciou o desenvolvimento de Tyler e os efeitos em sua mãe. A Dontnod afirmou que Tyler é o primeiro personagem transgênero jogável de qualquer estúdio importante, e que eles trabalharam em conjunto com a GLAAD no intuito de torná-lo uma "representação autêntica da experiência trans".
No jogo, o jogador revisita partes da antiga casa com os dois gêmeos e experimentará visões e memórias separadas do que aconteceu no local, com cada gêmeo tendo lembranças diferentes dos eventos. O jogador toma decisões para ambos com base em qual versão dos acontecimentos passados acreditar e que desse modo, afetando o enredo do jogo.
Tell Me Why foi anunciado durante o evento Xbox London da Microsoft no dia 14 de novembro de 2019. A Dontnod afirmou que, em resposta às críticas recebidas sobre as variações de tempo entre os lançamentos dos episódios de Life Is Strange, eles se comprometerão com um cronograma de lançamento para os três episódios em meados de 2020.